# Gerold Bönnen

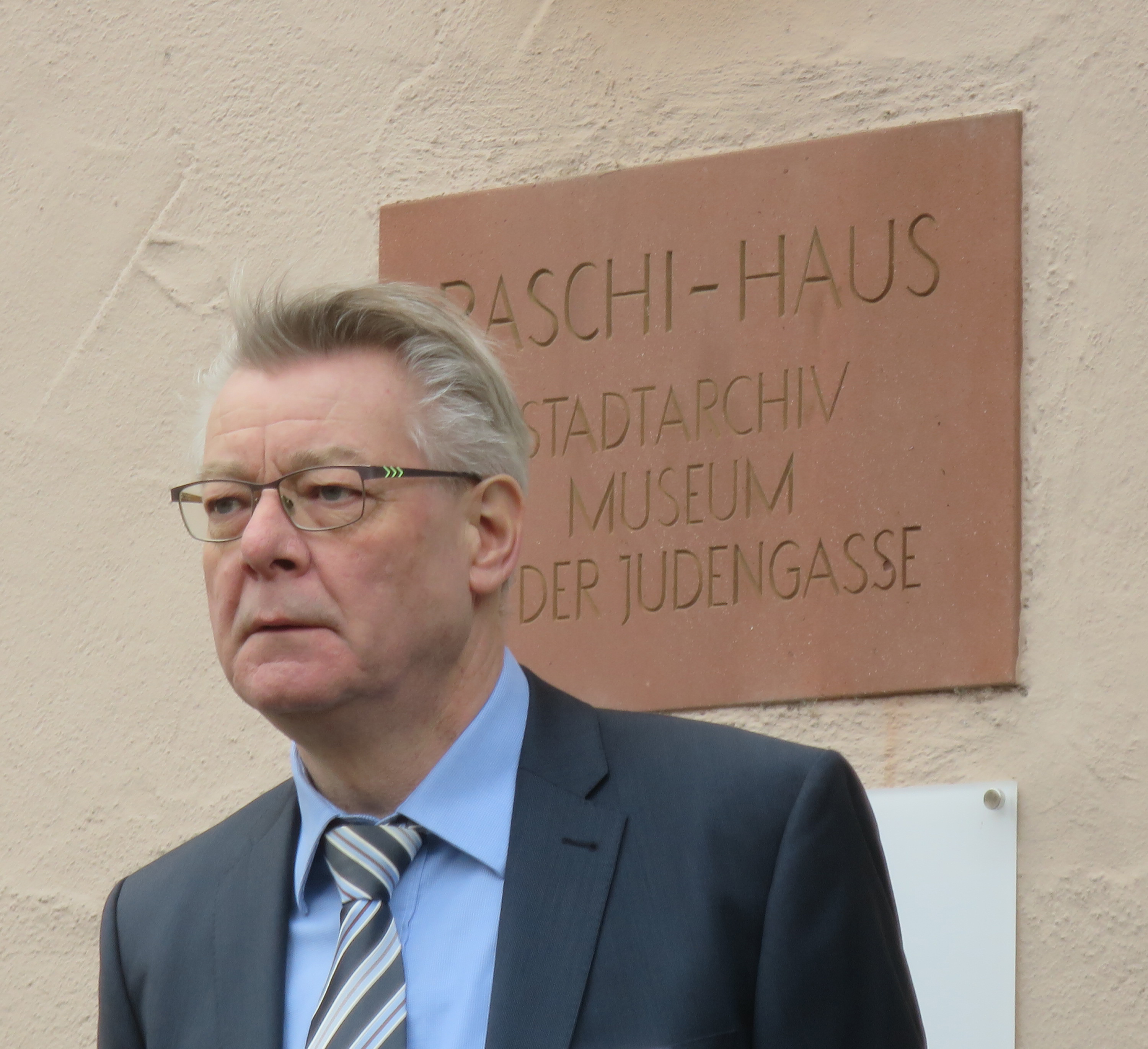
Gerold Bönnen vor dem Raschi-Haus

 Gerold Bönnen (* 17. Januar 1964) ist ein deutscher Historiker und Leiter des Stadtarchivs Worms und des Jüdischen Museums Worms.

## Leben und Wirken
Bönnen studierte an der Universität Trier Geschichte, Politikwissenschaft und Germanistik. Im Jahr 1993 wurde er dort mit der von Alfred Haverkamp betreuten Arbeit Die Bischofsstadt Toul und ihr Umland während des hohen und späten Mittelalters promoviert. Ab 1994 absolvierte er die Ausbildung für den höheren Archivdienst, die er 1996 mit der archivarischen Staatsprüfung abschloss. Seit 1996 ist er Leiter des Stadtarchivs und des Jüdischen Museums in Worms.
Als Geschäftsführer des Altertumsvereins Worms ist Bönnen Mitherausgeber des Jahrbuchs Der Wormsgau. An der Ruprecht-Karls-Universität Heidelberg ist er Lehrbeauftragter für mittelalterliche Geschichte; 2011 wurde er dort zum Honorarprofessor bestellt.
Bönnens Forschungsschwerpunkte sind die vergleichende Stadtgeschichte mit den Schwerpunkten Lothringen und Rheinland, die Geschichte der mittelalterlichen geistlichen Institutionen, die Geschichte der Stadt Worms und ihres Umlandes und das Archivwesen.
Bönnen ist Mitglied der Hessischen Historischen Kommission Darmstadt, der Kommission für die Geschichte der Juden in Hessen, der Gesellschaft zur Erforschung der Geschichte der Juden und des Beirats des Südwestdeutschen Arbeitskreises für Stadtgeschichtsforschung. Er ist Leiter der Arbeitsgemeinschaft der Kommunalarchive in Rheinland-Pfalz und des Saarlandes.

## Schriften (Auswahl)

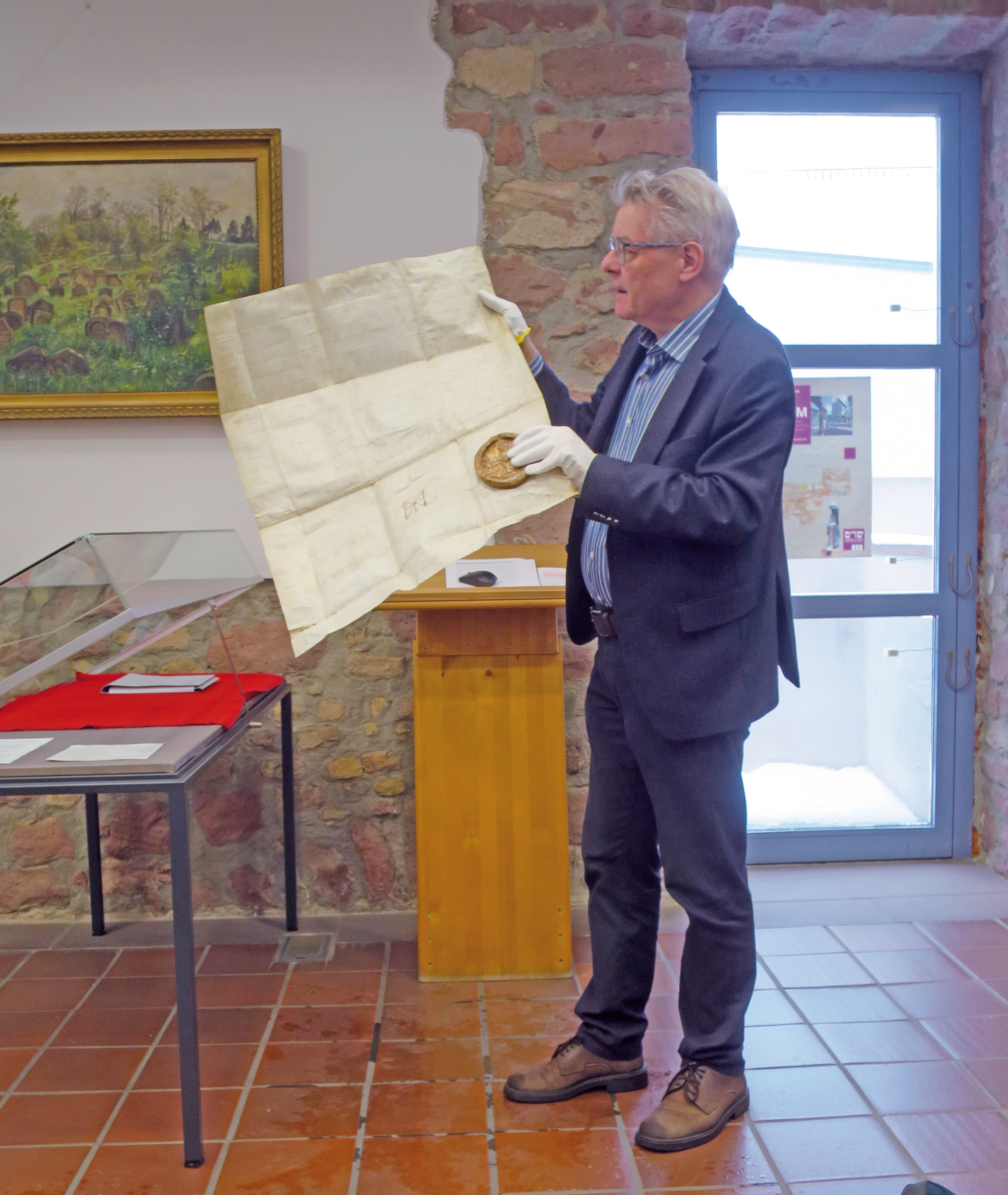
Gerold Bönnen präsentiert die Urkunde vom 18. Januar 1074 für Worms

nach Erscheinungsjahr geordnet 

### Monografien
- Die Bischofsstadt Toul und ihr Umland während des hohen und späten Mittelalters (= Trierer historische Forschungen. Bd. 25). Trier 1995. ISBN 978-3-923087-24-2
- Das Stadtarchiv Worms und seine Bestände. Koblenz 1998. ISBN 978-3-931014-40-7
- Raschi von Troyes und Worms: Begleitbroschüre des Jüdischen Museums Worms zum Raschi-Jahr 2005. Jüdisches Museum im Raschi-Haus, Worms 2005. ISBN 978-3-9809002-4-9
- Wormser Jüdische Künstler, Kunstleben und Kunstförderung um 1900–1933. Bertha Strauß und Alfred Hütenbach. Begleitdokumentation zur Ausstellung des Jüdischen Museums Worms im Raschi-Haus und des Kunstvereins Worms. Worms-Verlag, Worms 2007. ISBN 978-3-936118-40-7
- Die Anfänge kommunaler Führungsgremien in Worms (1180 bis 1233) in vergleichendem Blick: Befunde und Thesen zur frühen Ratsbildung. Stadtarchiv Worms und Wernersche Verlagsgesellschaft, Worms 2021. ISBN 978-3-88462-407-4. Digitalisat; DOI: hier.
- „… würdiger als alle Bürger irgendeiner Stadt“. 950 Jahre Urkunde König Heinrichs IV. für Worms 1074–2024. Wernersche Verlagsgesellschaft, Worms 2023, ISBN 978-3-88462-414-2. Digitalisat; DOI:10.11588/heidok.00033774

### Aufsätze und Beiträge
- Defizite und Reaktionen der Politik. Staatliche und kommunale Wohnungspolitik 1890 bis 1914 am Beispiel Worms und dem Großherzogtum Hessen. In: Ferdinand Werner: Arbeitersiedlungen. Arbeiterhäuser im Rhein-Neckar-Raum = Beiträge zur Mannheimer Architektur- und Baugeschichte 8. Wernersche Verlagsgesellschaft, Worms 2012. ISBN 978-3-88462-330-5
- Handel und Gewerbe, Städtewesen und jüdische Gemeinden. In: Lukas Clemens, Franz-Josef Felten, Matthias Schnettger (Hg.): Kreuz – Rad – Löwe. Rheinland-Pfalz. Ein Land und seine Geschichte Bd. 1: Von den Anfängen der Erdgeschichte bis zum Ende des Alten Reiches. Von Zabern, Mainz 2012. ISBN 978-3-8053-4510-1, S. 419–464.
- Christlich-jüdische Beziehungen in den SchUM-Städten während des Mittelalters. In: Generaldirektion Kulturelles Erbe Rheinland-Pfalz: Die SchUM-Gemeinden Speyer – Worms – Mainz. Auf dem Weg zum Welterbe. Schnell + Steiner, Regensburg 2013. ISBN 978-3-7954-2594-4, S. 269–282
- Worms und Speyer im hohen und späten Mittelalter – zwei Schwesterstädte im Vergleich. In: Franz-Josef Felten: Städte an Mosel und Rhein von der Antike bis nach 1945 = Mainzer Vorträge 16. Franz Steiner, Stuttgart 2013. ISBN 978-3-515-10578-1, S. 41–63.
- Ratsherrschaft und Autorität. Zur Funktionsweise städtischer Herrschaftspraxis im 13. Jahrhundert. In: Hubertus Seibert, Werner Bomm, Verena Türck: Autorität und Akzeptanz. Das Reich und Europa im 13. Jahrhundert. Thorbecke, Ostfildern 2013. ISBN 978-3-7995-0516-1, S. 91–106.
- Reichsstädtische Vergangenheiten links des Rheins: Worms und Speyer zwischen Zäsuren und Neu-Aneignung. In: Helge Wittmann: Tempi passati. Die Reichsstadt in der Erinnerung. 1. Tagung des Arbeitskreises ‚Reichsstadtgeschichtsforschung‘. Mühlhausen 11.-13.2.2013 = Studien zur Reichsstadtgeschichte 1. Imhof, Petersberg 2014. ISBN 978-3-7319-0041-2, S. 113–148.
- Die ‚Neuerfindung‘ städtischer Identität: Der Wandel von kollektiver Erinnerung und Gedächtnis der Stadt Worms im langen 19. Jahrhundert. In: Joachim J. Halbekann, Ellen Widder, Sabine von Heusinger (Hg.): Stadt zwischen Erinnerungsbewahrung und Gedächtnisverlust = Stadt in der Geschichte 39. Thorbecke, Ostfildern 2015. ISBN 978-3-7995-6439-7, S. 255–299.
- Das Bistum und das Hochstift Worms und der Neckarraum im hohen Mittelalter. In: Christian Burkhart, Jörg Kreutz: Die Grafen von Lauffen am mittleren und unteren Neckar = Heidelberger Veröffentlichungen zur Landesgeschichte und Landeskunde 18. Winter, Heidelberg 2015. ISBN 978-3-8253-6251-5, S. 9–25.
- Anmerkungen zum politischen, wirtschaftlichen und sozialen Aufstiegs- und Akkulturationsprozess der Wormser Juden (1816 bis 1865). In: Der Wormsgau 32 (2016). Wernersche Verlagsgesellschaft, Worms 2016, S. 169–248.
- Speyer, Mainz und Worms um 1200. In: Alexander Schubert (Hg.) / Stiftung Historisches Museum der Pfalz Speyer: Richard Löwenherz. König – Ritter – Gefangener = Katalog der Landesausstellung Rheinland-Pfalz 2017. Schnell & Steiner, Regensburg 2017. ISBN 978-3-7954-3165-5, S. 273–279.
- Soziale Brennpunkte und die Bemühungen um ihre Überwindung in Worms (1946 bis ca. 1980) . In: Gunter Mahlerwein, Volker Gallé (Hg.): Aufbruch in Rheinhessen. Kultureller und gesellschaftlicher Wandel nach 1945. Worms-Verlag, Worms 2017. ISBN 978-3-944380-59-9, S. 25–49.
- Maximilian und Doris (von) Heyl und der Mainzer Goldschmuck. In: Theo Jülich, Lothar Lambacher, Kristine Siebert (Hg.): Der Mainzer Goldschmuck. Ein Kunstkrimi aus der deutschen Kaiserzeit. Schnell + Steiner, Regensburg 2017. ISBN 978-3-7954-3286-7, S. 63–81.
- Die Reichsstadt Worms und die reformatorische Bewegung. In: Michael Matheus: Reformation in der Region. Personen und Erinnerungsorte = Mainzer Vorträge 21. Franz Steiner, Stuttgart 2018. ISBN 978-3-515-12045-6, S. 13–38.
- Der Wormser Dom und seine Bedeutung für die Stadt Worms und die Stadtgeschichte. In: Peter Kohlgraf, Tobias Schäfer, Felicitas Janson: Der Dom zu Worms – Krone der Stadt. Festschrift zum 1000-jährigen Weihejubiläum des Doms. Schnell + Steiner, Regensburg 2018. ISBN 978-3-7954-3146-4, S. 119–137.
- Prozesse ländlicher und städtischer Gemeindebildung am nördlichen Oberrhein (12./13. Jahrhundert). In: Stephan Kaltwasser und Heinz Krieg (Hg.): Archäologie und Geschichte der Stadt in der Zähringerzeit = Forschungen zur oberrheinischen Landesgeschichte 61. Karl Alber, Freiburg/München 2019. ISBN 978-3-495-49961-0, S. 121–143.
- Das Wormser Rathausfresko von Hermann Prell (1883/84) – Ein Stück verlorener Kunst- und Stadtgeschichte des Historismus. In: Der Wormsgau 35 (2019), Wernersche Verlagsgesellschaft, Worms 2019, S. 185–216.
- Annweiler als Reichsstadt: Vergleichende Beobachtungen zum 13. Jahrhundert. In: Jan Keupp, Sabine Klapp, Jörg Peltzer: 800 Jahre Stadt Annweiler. Mittelalterliche Befunde und neuzeitliche Sinnstiftungen = Veröffentlichungen der Kommission des Landtages für die Geschichte des Landes Rheinland-Pfalz 33. Regionalkultur, Ubstadt-Weiher 2021. ISBN 978-3-95505-302-4, S. 81–100.
- Staufer – Juden – Bischöfe: Beziehungsnetze in den Kathedralstädten Worms, Mainz und Speyer. In: Knut Görich (Hg.): Jüdisches Leben in der Stauferzeit = Schriften zur staufischen Geschichte und Kunst 40. Gesellschaft für staufische Geschichte e. V.,Göppingen 2021. ISBN 978-3-929776-30-0, S. 66–91.
- Gemeinsam mit Heribert Feldhaus und Marzena Kessler: Eine neue Karte des Wormser Judenviertels zum Jahre 1760. In: Der Wormsgau 37 (2021). Wernersche Verlagsgesellschaft, Worms 2021, S. 72–92.
- Das jüdische Worms und seine Geschichte – einleitende Überlegungen. In: Hans Berkessel (hg.): Warmaisa – Klein-Jerusalem am Rhein. Zeugnisse jüdischen Lebens in Worms = Beiträge zur Geschichte der Juden in Rheinland-Pfalz 3. Oppenheim 12020, ISBN 978-3-961760-53-4 (falsch); 22022, S. 13–39.
- Gemeinsam mit Marzena Kessler: Das Raschi-Haus in Worms: Abriss, Bauforschung, Neubau (1968–1982). In: Generaldirektion Kulturelles Erbe Rheinland-Pfalz und Stadtarchiv Worms (Hg.): Kontinuität – Zerstörung – Authentizität? Die Wiedergewinnung des Synagogenbezirks in Worms 1945–1961 herausgegeben aus Anlass des 60. Jahrestags der Wiedereinweihung der Wormser Synagoge. Wernersche Verlagsgesellschaft, Worms 2022. ISBN 978-3-88462-409-8, S. 177–197.
- Quellen zum Wiederaufbau der Wormser Synagoge im Stadtarchiv Worms – mit Anmerkungen zu den Diskussionen über die Wiedergewinnung 1945 bis 1961. In: Generaldirektion Kulturelles Erbe Rheinland-Pfalz und Stadtarchiv Worms (Hg.): Kontinuität – Zerstörung – Authentizität? Die Wiedergewinnung des Synagogenbezirks in Worms 1945–1961 herausgegeben aus Anlass des 60. Jahrestags der Wiedereinweihung der Wormser Synagoge. Wernersche Verlagsgesellschaft, Worms 2022. ISBN 978-3-88462-409-8, S. 101–125
- Reichsstadt und Wormser Rat – Interessen und Spielräume der reichsstädtischen Obrigkeit um 1520/21. In: Claus Arnold, Martin Belz, Matthias Schnettger (Hg.): Reichstag – Reichsstadt – Konfession. Worms 1521 = Gesellschaft für mittelrheinische Kirchengeschichte (Hg.): Quellen und Abhandlungen zur mittelrheinischen Kirchengeschichte 148. Münster 2023. ISBN 978-3-402-26640-3, S. 45–63.
- „… würdiger als alle Bürger irgendeiner Stadt“. 950 Jahre Urkunde König Heinrichs IV. für Worms 1074–2024. In: Der Wormsgau 38, (2022/2023). Wernersche Verlagsgesellschaft, Worms 2023, S. 9–81.

### Herausgeberschaften
- Liebfrauen Worms 1298–1998: 700 Jahre Stift – 100 Jahre Pfarrei = Quellen und Abhandlungen zur mittelrheinischen Kirchengeschichte 86. Gesellschaft für mittelrheinische Kirchengeschichte, Mainz 1998. ISBN 978-3-929135-18-3
- Worms. Fotos von Leo Hanselmann. Sutton, Erfurt 2000. ISBN 3-89702-252-4
- Bischof Burchard (1000–1025) – tausend Jahre Romanik in Worms: Begleitpublikation zur Ausstellung im Museum der Stadt Worms. Stadtarchiv Worms, Worms 2000. ISBN 978-3-9806754-1-3
- Geschichte der Stadt Worms. Theiss, Stuttgart 2005. ISBN 978-3-8062-1679-0
  - 2., aktualisierte und erweiterte Auflage. Theiss, Darmstadt 2015. ISBN 978-3-8062-3158-8 (Digitalisat)
- Gemeinsam mit Volker Gallé: Sagen- und Märchenmotive im Nibelungenlied. Dokumentation des dritten Symposiums von Stadt Worms und Nibelungenlied-Gesellschaft Worms e. V. vom 21. bis 23. September 2001. Stadtarchiv Worms 2006. ISBN 978-3-936118-05-6
- Gemeinsam mit Volker Gallé: Die Nibelungen in der Moderne. Dokumentation des 5. Symposiums der Nibelungenliedgesellschaft Worms e. V. am 17. August 2003. Worms 2006. ISBN 978-3-936118-07-0
- Gemeinsam mit Volker Gallé: Die Nibelungen in Burgund. Dokumentation des Symposiums von Stadt Worms und Nibelungenlied-Gesellschaft Worms e. V. am 30. September 2000 . Stadtarchiv Worms 2006. ISBN 978-3-936118-04-9
- Gemeinsam mit Volker Gallé: Der Mord und die Klage : das Nibelungenlied und die Kulturen der Gewalt. Dokumentation des 4. Symposiums der Nibelungenliedgesellschaft Worms e. V. vom 11. bis 13. Oktober 2002 . Stadtarchiv Worms 2006. ISBN 978-3-9809002-2-5
- Der Wormser Bischof Johann von Dalberg (1482–1503) und seine Zeit = Quellen und Abhandlungen zur mittelrheinischen Kirchengeschichte 117. Gesellschaft für mittelrheinische Kirchengeschichte, Mainz 2005. ISBN 978-3-929135-51-0
- Urkunde Heinrich V. für die Stadt Worms. In: Christoph Stiegemann (Hg.): Canossa 1077 – Erschütterung der Welt. Geschichte, Kunst und Kultur am Aufgang der Romanik, 2. Bd. Hirmer, München 2006, ISBN 978-3-7774-2905-2, S. 208.
- Redaktion. Landesbetrieb Mobilität Worms und Stadtarchiv Worms (Hg.): Die neue Rheinbrücke in Worms. Festschrift zu ihrer Fertigstellung 2008. Worms-Verlag, Worms 2008. ISBN 978-3-936118-34-6
- Das Wormser Rathaus und der Rathausbezirk vom Mittelalter bis heute. Worms-Verlag, Worms 2008. ISBN 978-3-936118-15-5
- Gemeinsam mit Volker Gallé: Ein Lied von gestern? Zur Rezeptionsgeschichte des Nibelungenliedes. Dokumentation des 1. wissenschaftlichen Symposiums der Nibelungenliedgesellschaft Worms e. V. und der Stadt Worms vom 5. bis 6. Oktober 1998. 2. Auflage. Worms-Verlag, Worms 2009. ISBN 978-3-936118-25-4
- Gemeinsam mit Ferdinand Werner: Die Wormser Industriellenfamilie von Heyl. Öffentliches und privates Wirken zwischen Bürgertum und Adel. Wernersche Verlagsgesellschaft, Worms 2010. ISBN 978-3-88462-304-6
- Fünfzig Jahre Wiedereinweihung der Alten Synagoge zu Worms. Worms-Verlag, Worms 2011. ISBN 978-3-936118-60-5
- „Eine furchtbar ernste Zeit …“. Worms und der ‚Große Krieg’ 1914 bis 1918 = Wormsgau-Beiheft 41. Worms-Verlag, Worms 2014. ISBN 978-3-944380-03-2
- Gemeinsam mit Thomas Goller: „Was Deutschland im Großen, das ist Osthofen im Kleinen“. Die Tagebücher von Johann Weißheimer II. (1797–1883) = Quellen und Forschungen zur hessischen Geschichte 173. Selbstverlag der Hessischen Historischen Kommission / Selbstverlag der Historischen Kommission für Hessen, Darmstadt / Marburg 2016. ISBN 978-3-88443-328-7
- Gemeinsam mit Daniel Nagel „In Worms ist keine Fensterscheibe gesprungen“. Revolution, Kriegsende und Frühzeit der Weimarer Republik in Worms 1918–1923 = Wormsgau-Beiheft 42. Worms-Verlag, Worms 2018. ISBN 978-3-944380-92-6
- Gemeinsam mit Susanne Urban und Günter Illner: Die Ausstellung „SchUM am Rhein. Vom Mittelalter in die Moderne“. Jüdisches Museum Worms – Raschi-Haus. Wernersche Verlagsgesellschaft, Worms 2021. ISBN 978-3-88462-402-9
- Gemeinsam mit Viktoria Köllner: Regesten des Wormser Eidbuches (Stadtarchiv Worms Abt. 1 B 23). Eine Quelle zur Geschichte der Stadt Worms im 15. und frühen 16. Jahrhundert. Stadtarchiv Worms, Worms 2022. ISBN 978-3-9806754-4-4 Digitalisat. 2021 doi:10.11588/heidok.00030861